# Индекс автомобильных номеров Египта
Автомобильные номера в Египте выдаются местными властями в целях идентификации автомобилей, принадлежащих гражданам этой республики.

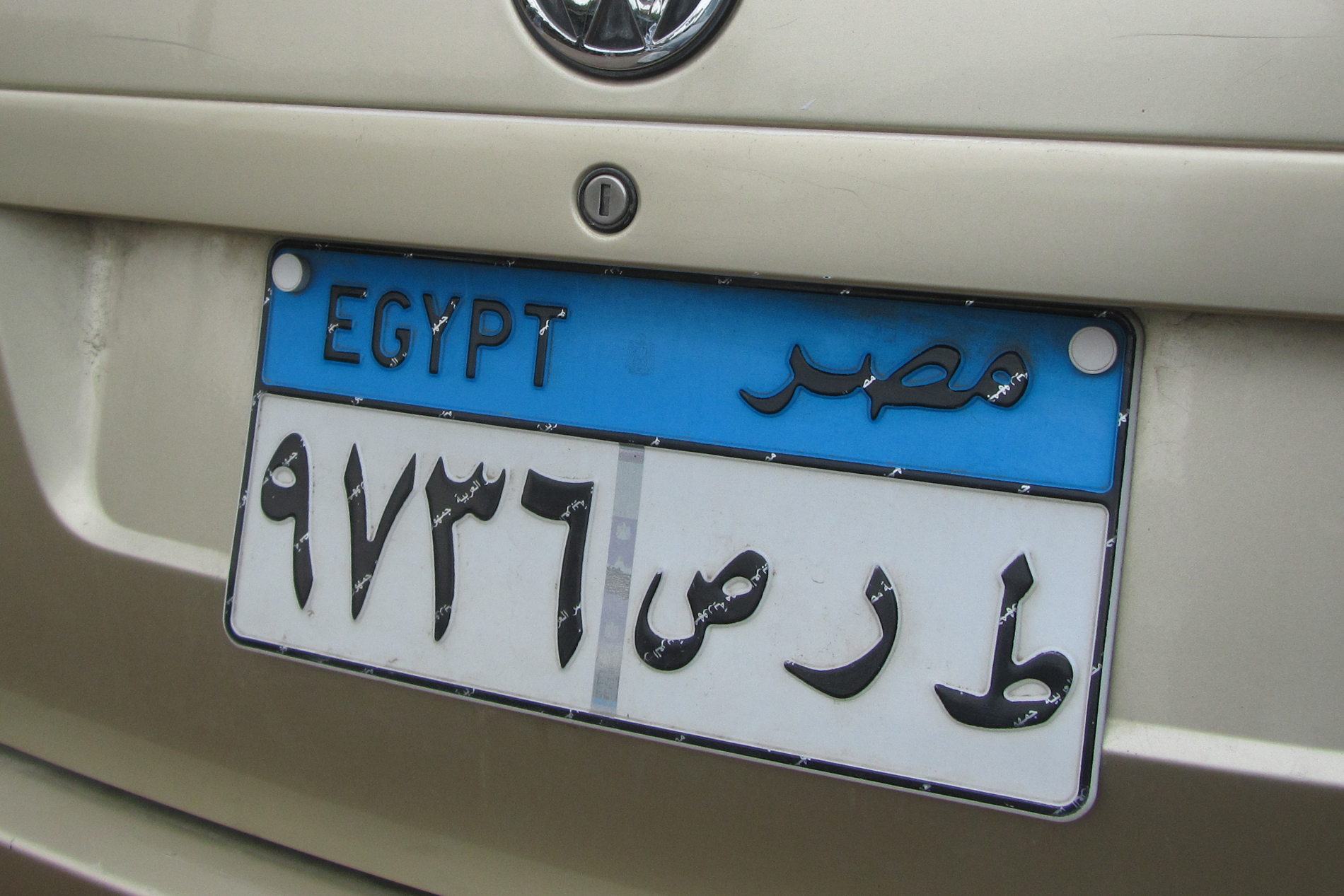
Египетский автомобильный номер

## Новые автомобильные номера
Новые автомобильные номерные знаки, использующиеся с августа 2008 года, имеют прямоугольную форму и изготовлены из алюминия.
На синем фоне наверху есть слово «Египет» на английском и арабском, буквы и цифры черные на белом фоне. Мотоциклы имеют похожие, но гораздо меньшие номера с голубой полосой вверху (личные мотоциклы) и темно-синие (полицейские мотоциклы).
Регистрационный номер транспортного средства делится на два класса:
3 цифры для номерных знаков в Каире, 4 для остальных провинций,
2 буквы для автомобильных номеров в Гизе, 3 буквы в остальных провинциях (в том числе в Каире).
| 000-...  | регистрационный номер транспортного средства в Каире     |
| 0000-..  | регистрационный номер транспортного средства в Гизе      |
| 0000-... | регистрационные номера транспортных средств в провинциях |

Чтобы уменьшить риск возникновения путаницы из-за визуальной схожести некоторых арабских букв с латинскими, используются лишь ограниченное количество.
| арабская буква | латинская буквы |
| -------------- | --------------- |
| أ              | А               |
| ب              | B               |
| ج              | G               |
| د              | D               |
| ر              | R               |
| س              | S               |
| ص              | C               |
| ط              | T               |
| ع              | E               |
| ف              | F               |
| ق              | K               |
| ل              | L               |
| م              | M               |
| ن              | N               |
| ه              | H               |
| و              | W               |
| ی              | Y               |

## Размер
Стандартные номерные знаки имеют размер 17x35 см.

## Дизайн и формат
Верхний прямоугольник в номерном знаке имеет свой цвет в зависимости от типа транспортного средства.
- Частные транспортные средства: голубой
- Такси: оранжевый
- Транспорт: красный
- Автобусы: Серый
- Лимузины и автобусы туристов: бежевый
- Дипломатических автомобилей: Зелёный
- Полицейские машины: Темно-синий;